# Deutsche Stiftung für Verbrechensverhütung und Straffälligenhilfe
Die Deutsche Stiftung für Verbrechensverhütung und Straffälligenhilfe (DVS) ist eine gemeinnützig und operativ tätige Stiftung bürgerlichen Rechts. Die Stiftung wurde im Jahre 1993 als juristische Person nach dem Stiftungsrecht des Landes Nordrhein-Westfalen anerkannt.

## Organisation
Die Deutsche Stiftung für Verbrechensverhütung und Straffälligenhilfe (DVS) ist bundesweit und international tätig und fördert insbesondere den jährlich stattfindenden Kongress Deutscher Präventionstag (DPT), das Annual International Forum for Crime Prevention (AIF), das DPT-Institut (dpt-i) und den DBH – Fachverband für Soziale Arbeit, Strafrecht und Kriminalpolitik. Organe der DVS sind der geschäftsführende Vorstand (Vorsitzender ist seit Gründung Hans-Jürgen Kerner), das Kuratorium und der Stiftungsrat. Das Kuratorium wurde seit der Gründung des DVS bis 2017 von Jürgen Mutz geleitet, seit 2017 ist Helmut Fünfsinn Vorsitzender. Gründungsgeschäftsführer der DVS ist Erich Marks.